# Контрнаступление на востоке Украины (2022)
Контрнаступление на востоке Украины (укр. Слобожанський контрнаступ), также известное как Харьковское контрнаступление — наступательная операция Вооружённых сил Украины на территории Харьковской области и сопредельных районов Донецкой и Луганской областей, начатая 6 сентября 2022 года.
Сконцентрировав необходимые силы к северу от Балаклеи Харьковской области, украинские войска перешли в наступление по направлениям Балаклея — Волохов Яр — Шевченково — Купянск и на востоке от Балаклеи, в районах Савинцы, Кунье и так далее.
11 сентября, спустя пять дней после начала контрнаступления, Министерство обороны России в рамках ежедневной сводки опубликовало карту, согласно которой российские войска потеряли контроль над 8370 квадратными километрами Харьковской области. Фронт стал проходить по реке Оскол и государственной российско-украинской границе в Харьковской области. Попытка ВС РФ организовать новый рубеж обороны по рекам Оскол и Северский Донец не привела к успеху: к концу сентября ВСУ организовали ряд плацдармов на другом берегу обеих рек и развили наступление в направлении Луганской области.
Достичь результатов контрнаступления позволила тактика, когда после прорванной первой линии обороны украинские маневренные группы не тратили время на лобовой штурм городов и населённых пунктов, а обходили их, создавая угрозу окружения.
Поражение армии РФ под Харьковом привело к радикальному изменению стратегии России. Вооружённым силам РФ давно не хватало ресурсов для успешных действий на Украине. После украинского контрнаступления стало очевидно, что ВС РФ даже не в состоянии держать пассивную оборону.
Победа Украины в Харьковской области заставила власти России объявить мобилизацию и активизировать проведение «референдумов» с целью аннексии оккупированных Россией территорий Украины. 30 сентября президент России Владимир Путин объявил об их аннексии, однако в ходе контрнаступления уже 1 октября украинские войска освободили город Лиман Донецкой области.

## Предыстория
2-3 марта ВС РФ заняли Старобельск и Сватово на севере Луганской области и Балаклею на востоке Харьковской области.
1 апреля Изюм оккупирован российскими войсками. Район планировалось использовать как плацдарм для наступления в охват Славянско-Краматорского района обороны ВСУ, однако, российские части, включая 1-ю гвардейскую танковую армию, понесли серьёзные потери и продвинуться не смогли. В мае не удалось произвести охват с севера и Северодонецко-Лисичанской группы ВСУ, однако российские войска заняли Лиман.

## Силы сторон

### Украина
- 3-я отдельная танковая бригада[14];
- 25-я отдельная Сечеславская воздушно-десантная бригада[15];
- 80-я отдельная десантно-штурмовая бригада[3];
- 92-я отдельная механизированная бригада[3];
- 93-я отдельная механизированная бригада «Холодный Яр»[3];
- 103-я отдельная бригада территориальной обороны[3];
- 113-я отдельная бригада территориальной обороны[3].

### Россия
- 1-я гвардейская танковая армия[16]:
  - 4-я гвардейская танковая дивизия[17];
- 3-й армейский корпус[3];
- 90-я гвардейская танковая дивизия[3];
- 18-я гвардейская мотострелковая дивизия[18];
- 15-я бригада армейской авиации[17];
- боевой армейский резерв страны (БАРС)[19];
- 206-й полк ЛНР[20].

Обороной Балаклеи и района города на некоторых участках фронта, которые считались второстепенными, занимались подразделения Донецкой Народной Республики и Луганской Народной Республики, а также два Специальных отряда быстрого реагирования Росгвардии.

## Обзор
3 июля ВС РФ достигли последних крупных успехов, заняв Северодонецк и Лисичанск. Затем российским руководством была заявлена пауза для отдыха частей без указания её продолжительности.
С конца июня ВСУ начали использовать дальнобойные управляемые ракетные системы HIMARS, которыми практически ежедневно стали наносить результативные удары по складам, аэродромам, командным пунктам и скоплениям живой силы российской армии. Основным направлением, на котором ВС РФ всё это время продолжали наступать (очень медленно), оставалось бахмутское, но к осени город достигнут не был. Между тем в начале сентября ВСУ провели успешные контрнаступления в Харьковской области и на севере Донецкой (взят Лиман). По оценке Института изучения войны от 2 октября, произошли изменения в российском информационном пространстве: началась критика неудач при мобилизации (призыв тех, кто ему не подлежит, и неудовлетворительное снабжение), критика одними военачальниками других и даже критика решения Путина об аннексии территорий Украины, которые Россия не в состоянии контролировать.

## Хронология событий

### Предшествующие события
31 августа Украина начала контрнаступление в Херсонской области. Ряд экспертов считает это отвлекающим ударом.

### 6 сентября
Около 14:00 украинские силы выдвинулись в сторону Балаклеи, согласно российским данным, в авангарде с «танковым кулаком», состоящим из 15-17 танков при поддержке спецназа. Одновременно с этим 103-я и 113-я бригады территориальной обороны Украины выдвинулись в сторону Чкаловска.
На подтверждённых видеозаписях была запечатлена украинская пехота, проверяющая трупы российских солдат в Вербовке. Российские источники сообщили, что российские войска взорвали неуточнённые мосты в окрестностях Балаклеи к востоку от города с целью предотвратить дальнейшее продвижение украинских войск. На опубликованных фотографиях был запечатлён разрушенный мост через реку Средняя Балаклейка.
Пользователи соцсетей сообщили, что российские войска покинули блокпосты, расположенные в 6 километрах к западу от Балаклеи. Российские военные блогеры заявляли, что вокруг Балаклеи идут тяжёлые бои в связи с тем, что украинские войска, согласно сообщениям, сумели окопаться на окраинах города, что вынудило российскую армию передислоцировать резервы в этот район для укрепления обороны.

### 7 сентября
Украинские силы на юго-востоке Харьковской области продвинулись по меньшей мере на 20 км вглубь удерживаемой Россией территории в восточной части Харьковской области в сторону Купянска и Изюма, отвоевав около 400 квадратных километров территории. Российские источники заявляли, что украинские войска продвинулись на юго-восток по трассам М-03 и Н-26 в сторону Изюма и Купянска соответственно. Видеозаписи подтвердили продвижение украинских войск на северо-восток по автодороге Т 2110 от Балаклеи, Вербовки, Яковенкова и Волохова Яра к Шевченкову.

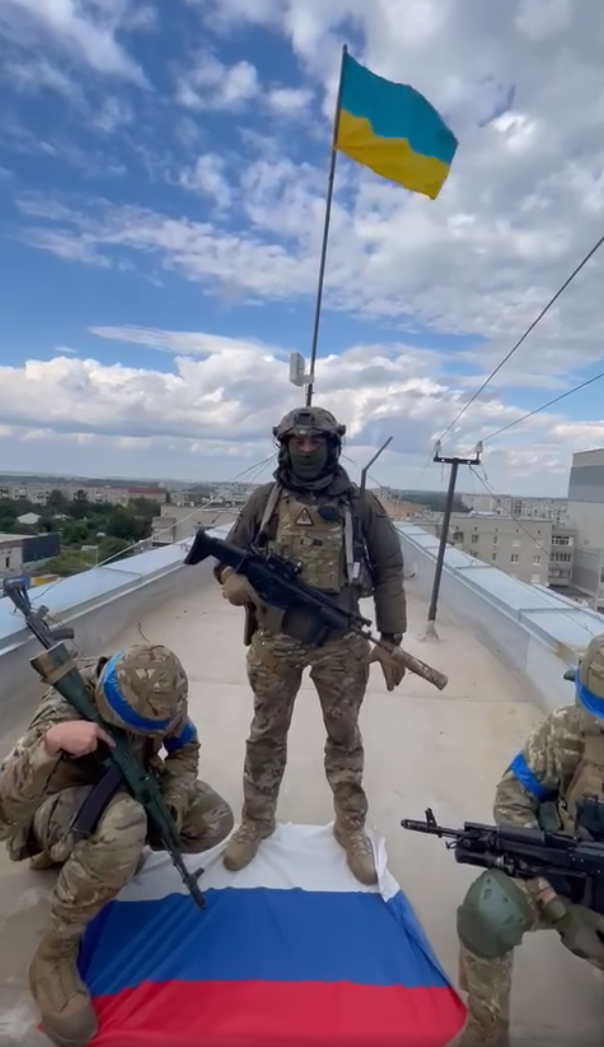
Украинский флаг в Балаклее

Российские источники заявляли о том, что украинские войска пытаются продвинуться к Савинцам. Местные источники сообщали о нанесении ударов украинской армией по Изюму и Купянску; российские источники сообщали, что были применены системы HIMARS. Институт по изучению войны (ISW) считает, что удары могли быть нанесены с целью помешать российским войскам укрепить линию фронта и обеспечить снабжение через эти города. Российская армия нанесла удары по украинским позициям в Яворском, Пришибе, Андреевке, Лимане и Змиеве.

### 8 сентября
Украинская наступательная группировка разделилась на юго-восточное и северо-восточное направления. Силы северо-восточного направления на лёгкой бронированной технике направились в Купянск.
Украинские войска вернули контроль над Балаклеей в 44 км к северо-западу от Изюма — первый крупный город, отбитый украинской армией с весны. Российские источники делали противоречивые заявления, утверждая, что российские войска либо сдались, либо отступили из Балаклеи. ISW отметил, что это указывает на степень несогласованности российского информационного освещения контрнаступления к северу от Изюма.
Видеозаписи подтвердили взятие украинской армией Борщёвки и Ивановки. Российские источники сообщили, что украинские войска заняли Савинцы, Раковку и Довгалевку; утверждается, что украинские войска достигли транспортных узлов в Весёлом и Кунье, однако ISW отметил, что эти утверждения не подкреплены доказательствами.

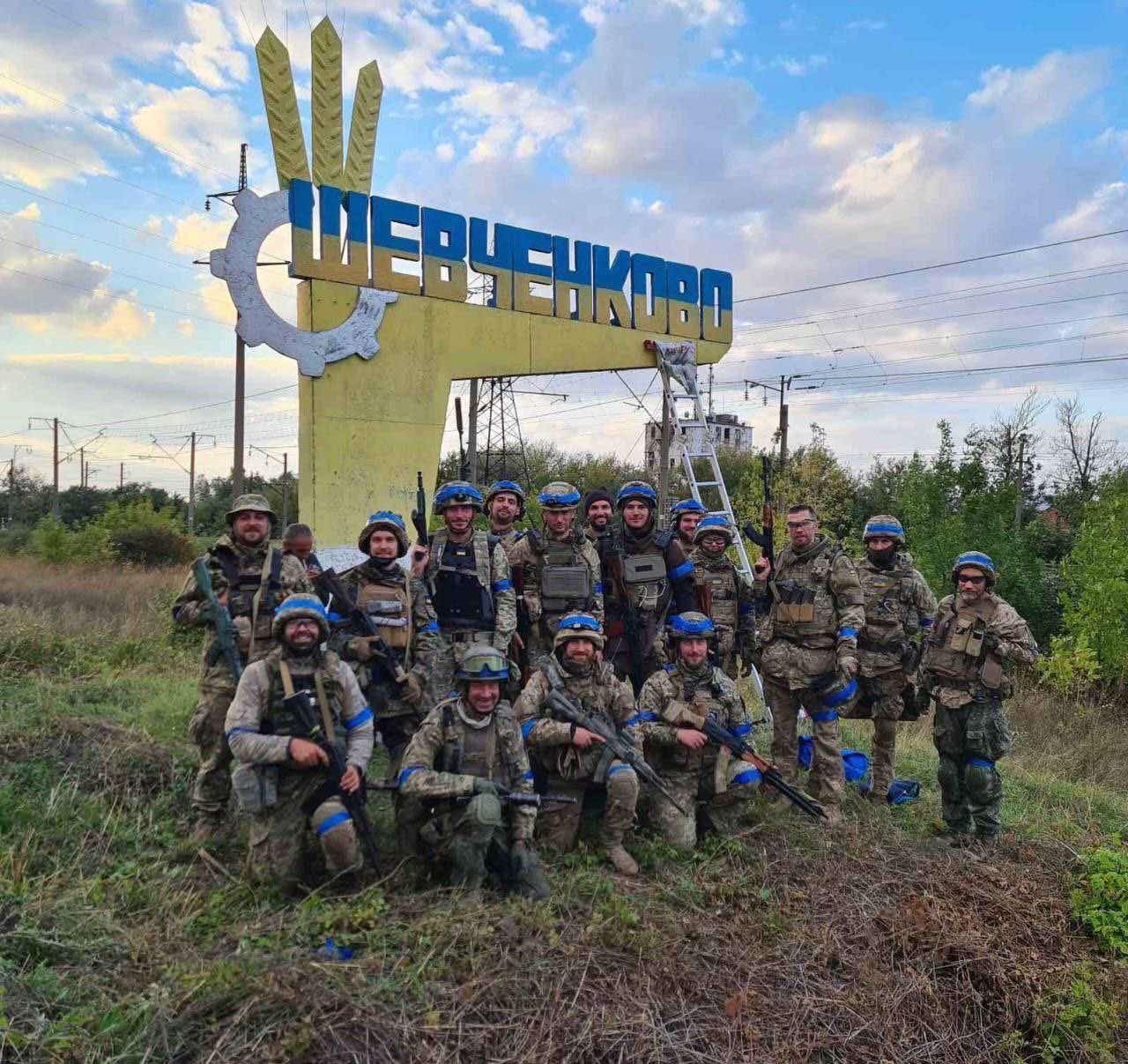
Силы территориальной обороны Украины у свежеокрашенной стелы на въезде в Шевченково

Видео, на котором в Боровском запечатлены украинские военные, и сообщения российских источников о боях около Грушевки свидетельствуют о том, что украинская армия либо сумела занять Шевченково, либо обошла этот населённый пункт. На подтверждённых видеозаписях украинские солдаты были запечатлены на въезде в населённый пункт. В то же время российские источники сообщали об идущих боях.
На видеозаписях были запечатлены последствия удара украинской армии по, предположительно, российскому штабу в Купянске.
Украинские войска начали атаки на Изюм и Лиман.

### 9 сентября
Украинские войска достигли западных окраин Купянска. Российские источники сообщили о танковых боях в южных окраинах. Украинские войска нанесли удар по мосту через реку Оскол в Купянске, что привело к трудностям для доставки припасов и прибытия подкрепления к российским войскам в городе.
Российские источники сообщили, что украинские силы достигли левого берега реки Оскол в Сеньковом, продвинулись к Гороховатке и начали наземные атаки на Лиман. Согласно неподтверждённым сообщениям, украинская армия достигла села Оскол, что приведёт к нарушению наземного сообщения российских войск между Лиманом и Изюмом.
Подтверждённая видеозапись, опубликованная Министерством обороны России, показала передвижение колонны российской техники, направляющейся на подкрепление в Харьковскую область, в Райгородке Луганской области. Видеозапись стала первым признанием украинского контрнаступления в Харьковской области российским руководством. Российские источники сообщили, что в Купянск и Изюм прибывают российские подкрепления, состоящие из живой силы, бронетехники и других транспортных средств, а переброска подкреплений осуществляется наземным сообщением и грузовыми вертолётами; заявляется, что некоторые российские подразделения, ранее передислоцированные из Харьковской области на удалённое от данной области направление, срочно возвращаются обратно для участия в обороне.

### 10 сентября
Украинские войска взяли под контроль часть города Купянска, находящуюся на левом берегу реки Оскол. Российские источники сообщили, что российские войска отступили из западной части города в восточную; заявляется, что там российским войскам будет проще держать оборону в связи с расположением там промышленной зоны города. Видеозаписи свидетельствуют о том, что российская армия отступает из Купянска далее на восток.
Российские войска предприняли спешное отступление из Изюма, бросив в городе большое количество техники. Украинские войска продвинулись к юго-восточным и юго-западным окраинам Лимана, в котором российские войска прикрывают отступление из Изюма. Российские источники сообщили, что российская армия продолжает обороняться в городе; некоторые источники сообщили, что украинские войска заняли небольшие районы в окрестностях Лимана. ISW отметил, что противоречивые сообщения российских источников об отступлении из Лимана, скорее всего, являются ложными, и показывают паническое и растерянное состояние российского освещения событий в этом районе.
Российские источники сообщили, что украинская армия заняла Великий Бурлук и Хотомлю.
Российские источники сообщили, что между 4 и 10 сентября российские войска покинули Белогоровку, а глава областной военно-гражданской администрации Луганской области Сергей Гайдай заявил, что украинские войска достигли окраин Лисичанска. На опубликованных недатированных видео украинские войска входят в Белогоровку. ISW предполагает, что населённый пункт был занят украинскими войсками.
В сводке Минобороны России, опубликованной днём 10 сентября, ничего не говорилось ни о наступлении ВСУ, ни о том, что российские войска покидают Изюм. Позже Минобороны России опубликовало заявление о «свёртывании и переброске изюмско-балаклейской группировки войск на территорию ДНР».

### 11 сентября
Российские войска почти без боёв покинули северную часть Харьковской области. Фронт был отодвинут от Харькова и стал проходить по реке Оскол и российско-украинской границе.
Украинские войска вернули контроль над Изюмом, Волчанском и Казачьей Лопанью.
Губернатор Белгородской области Вячеслав Гладков заявил, что через границу в Россию перешли тысячи человек.
Российские войска продолжили удерживать Лиман, а кадры боевых действий в Белогоровке подтвердили ведение контрнаступления в Луганской области.

### 12 сентября
Харьковское подразделение полка «Азов» сообщило о том, что украинские войска взяли под контроль северо-восточную часть Харьковской области по линии Весёлое — Волчанск. Украинские источники подтвердили освобождение населённых пунктов Двуречная и Терновая. Российские источники заявили о стабилизации фронта на реке Оскол. Сообщается, что определённые прокси-силы были переброшены из Харьковской области на юго-запад Донецкой области, что, по мнению ISW, указывает на отсутствие у российского руководства стремления укрепить слабые позиции по Осколу.
Украинские десантно-штурмовые войска заявили о взятии под контроль Богородичного Донецкой области. Фотографии подтвердили взятие под украинский контроль Святогорска. Российские источники сообщили, что вокруг Лимана продолжаются бои, но город контролируется российской армией. Некоторые российские источники считают, что украинские войска пытаются форсировать реку Северский Донец в районе населённого пункта Закотное для наступления на Ямполь.
Украинские источники заявили о том, что российские войска покинули Сватово Луганской области, и что в городе остались лишь силы Народной милиции самопровозглашённой Луганской Народной Республики. В социальных сетях были опубликованы видео, на которых были запечатлены многокилометровые очереди из машин около Счастья и Станицы Луганской, которые расположены рядом с российско-украинской границей в Луганской области, что может указывать на то, что российские силы и пророссийские коллаборационисты пытаются покинуть прифронтовую зону из-за страха успехов украинского контрнаступления. Генштаб Украины сообщил, что российские конвои с зенитными ракетными комплексами С-300 и «Бук» в течение 11 и 12 сентября двигались к российской границе через Лутугино Луганской области. ISW считает, что это может свидетельствовать о желании российского руководства убрать средства ПВО из-под удара украинской артиллерии.

### 13 сентября
Российские военные блогеры заявили, что украинские войска перешли реку Оскол в населённом пункте Боровая. По оценке ISW, российские подразделения вдоль Оскола не получили подкрепления, что сделало их уязвимыми для дальнейших атак украинских войск.
Российские источники заявляют, что в обороне Лимана принимают участие силы самопровозглашённой Донецкой Народной Республики и российский Боевой армейский резерв страны (БАРС). Также сообщается, что велись бои вокруг Белогоровки с целью продавить российскую оборону в западной части Луганской области в районе Лисичанска—Северодонецка.

### 14 сентября
Генштаб Украины сообщил о том, что интенсивность российских обстрелов Харькова снизилась, что может свидетельствовать о деградации способности российских войск вести артиллерийские обстрелы центра Харькова вследствие контрнаступления.
Российские военные блогеры заявили о том, что удержание Лимана продолжается силами России и ДНР. Российские источники сообщили о боях в Белогоровке и в посёлках вокруг Северска. Генштаб Украины сообщил, что российские войска предприняли попытку атаки на Спорное в попытке продвинуться к украинским позициям в Белогоровке.

### 15 сентября
Российские источники сообщили, что украинским войскам удалось освободить посёлок Сосновое на левом берегу Северского Донца и заняться укреплением там своих позиций, а российские силы отступили из села Студенок, расположенного рядом с Сосновом, дабы избежать окружения. Официальные российские и украинские представители сообщили, что российские войска усилили свои позиции в Лимане. Генштаб Украины сообщил, что сильно сокращенные остатки 2-го и 204-го мотострелкового полков ЛНР были расформированы в резерв. По предположению ISW, это означает, что остатки этих полков усилили части БАРС.
Российские источники заявили, что украинские войска размещают базы и артиллерийские позиции по всей Харьковской области. В частности, согласно утверждениям, артиллерия была размещена в селе Гряниковка на левом берегу реки Оскол. Также российские источники сообщили, что украинские диверсионно-разведывательные группы время от времени пересекают Оскол в неопределённых районах. ISW отметил, что подтверждение украинской позиции в Гряниковке будет свидетельствовать об ослаблении фронта по реке Оскол либо о том, что фронт проходит значительно восточнее Оскола.
Украинские войска нанесли удары по тылу российской армии в Луганской области, в том числе по Лисичанску, Светлодарску, Перевальску и Кадиевке — эти населённые пункты расположены вдоль важных российских линий наземного снабжения.
Российские и украинские источники сообщили, что велись артиллерийские дуэли вдоль границы Харьковской и Белгородской областей.

### 16 сентября
Украинские войска взяли под контроль весь Купянск, перейдя на восточный берег реки Оскол.
Губернатор Белгородской области Вячеслав Гладков заявил о том, что украинская артиллерия обстреляла несколько посёлков вдоль российско-украинской границы, а также электроподстанцию в центре Белгорода. Российские источники заявили, что украинская армия выпустила более 20 снарядов по Валуйкам Белгородской области с позиций в 20 километрах к юго-западу от города, нанеся удар по базе 3-й мотострелковой дивизии к северу от посёлка. Также были опубликованы фотографии ракеты комплекса «Точка-У», которая, согласно утверждениям, была выпущена по Валуйкам, однако геолокация фотографии не была подтверждена. Согласно российскому источнику, 206-й полк ЛНР обороняется на территории России около Валуек.
Под Изюмом были обнаружены массовые захоронения.

### 17 сентября
На подтверждённых видеозаписях было запечатлено, как украинские войска подняли флаг над Щуровым, расположенным на восточном берегу Северского Донца в шести километрах к юго-западу от Лимана. Российские военные блогеры утверждают, что украинские войска форсировали Северский Донец и достигли села Студенок, брошенного российскими войсками 15 сентября. Генштаб Украины сообщил, что российские войска обстреляли село Александровка, что может указывать на продвижение украинской армии на 8 километров от Студенка. Тяжёлые бои в Александровке и в сёлах к северо-западу от неё подтвердили российские блогеры.
Генштаб Украины сообщил об обстреле российскими войсками Яровой, в то время как российские блогеры сообщали о боях в посёлке, что, по мнению ISW, скорее всего указывает на продвижение украинских сил в этом районе. Российские источники также заявили о боях в селе Добрышево, расположенным между Щуровым и Яровым.
Российские войска обстреляли Двуречное.
На подтверждённых видеозаписях было запечатлено ведение огня украинской артиллерией по российской технике, расположенной на восточном берегу Оскола примерно в 38 километрах к северо-востоку от Изюма.

### 22 сентября
Сообщалось, что «украинские силы заняли территорию восточнее Двуречного и ведут бои в Тавольжанке, которая, как сообщается, все ещё является оспариваемой территорией». Она была взята украинскими войсками 15 сентября, когда Украина разместила там артиллерийские позиции, поэтому это «согласуется с предыдущими сообщениями о продолжающихся усилиях Украины по прорыву нынешних российских оборонительных рубежей, которые проходят вдоль реки Оскол, и продвижению на восток».

### 23 сентября
ВСУ заняли село Яцковка в Донецкой области, сообщил заместитель начальника оперативного управления генштаба ВСУ Алексей Громов.

### 24 сентября
Украинские войска вернули контроль над Голубовкой, которая находится восточнее Гряниковки, а также на восточном берегу реки Оскол. Также украинские силы заняли Петропавловку, в 7 км к востоку от Купянска, и недалеко от Купянска-Узлового, также на восточном берегу реки Оскол. Ещё два населённых пункта, Кучеровка и Подолы, которые находятся между Купянском-Узловым и Петропавловкой. и были освобождены до 24 сентября.

### 25 сентября
Украинские силы, вероятно, контролируют Малеевку, поселок к северу от границы Харьковской и Донецкой области и к востоку от Песков-Радьковских, в ходе продолжающейся Второй битвы за Лиман. К 26 сентября большая часть Купянского района была отвоёвана Украиной.

### 26 сентября
Украинские силы продвинулись на север в Донецкой области и освободили Пески-Радьковские, посёлок на восточном берегу реки Оскол в Харьковской области и в 35 км к северо-западу от Лимана.

### 27 сентября
Поступили сообщения о новых постепенных успехах к востоку от реки Оскол, когда украинские силы вошли в населённые пункты Редкодуб и Коровий Яр.

### 28 сентября
Украинские войска подняли украинские флаги над Ковшаровкой, примерно в 10 км к юго-востоку от Купянска; известный российский военный корреспондент утверждал, что 28 сентября все российские части полностью вышли из Купянска, хотя неясно, куда эти части передислоцируются. Украинские силы вошли в город Новосёловка, расположенный в Донецкой области, примерно в 12 км к северо-западу от Лимана, на левом берегу реки Оскол, он является важной стратегической переправой.

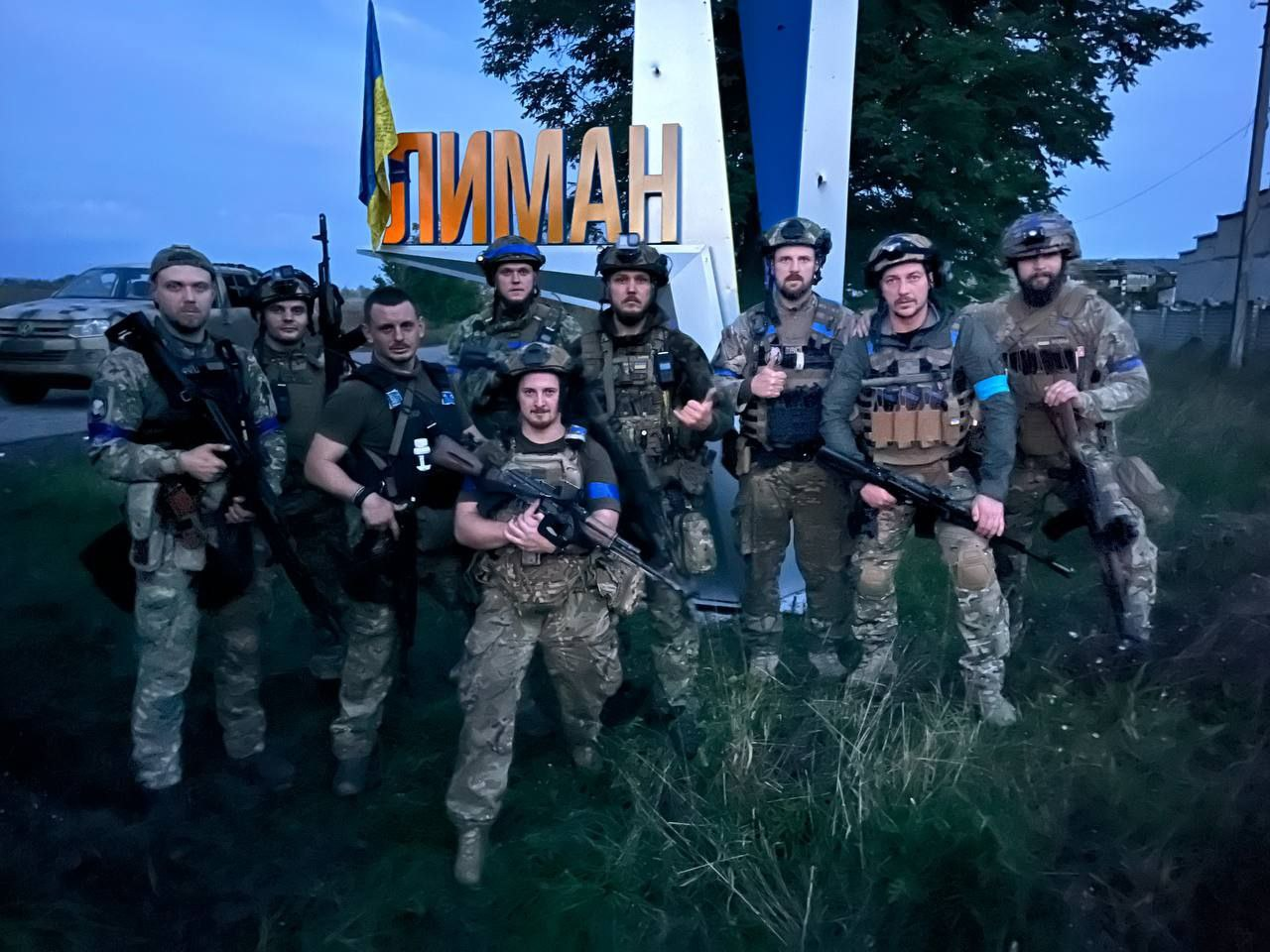
Украинские войска в Лимане

### 30 сентября
По данным американского Института изучения войны (ISW), ВСУ прорвали российскую оборону в 10 километрах к северу от Лимана. Они перерезали дорогу Торское — Дробышево, которая была для российской группировки последней возможностью для снабжения и отхода. В окружении могло оказаться более 5 тысяч человек.

### 1 октября
Украинские войска вошли в город Лиман. Минобороны России заявило, что российские войска отступили из города.

### 2 октября
ВСУ продолжили продвижение на восток и северо-восток от Лимана, заняв ряд населённых пунктов, включая Торское. ВС РФ отступили в Кременную и к рубежу вдоль шоссе Сватово — Кременная.

### 3 октября
ВСУ продвинулись по левому берегу Оскола, заняв пгт Боровая, а также Нижнее Солёное, Подлиман, Нижнюю Журавку и Шейковку Харьковской области.

### 4 октября
Замечено присутствие ВСУ в Богуславке и Боровской Андреевке на границе Луганской и Харьковской областей. Сообщалось о боях в районе Краснореченского на шоссе Сватово — Кременная.

### 5 октября
ВСУ заняли Грековку и Макеевку в Луганской области, к юго-западу от Сватова. По данным российских военкоров, в северной части фронта украинские силы также продвинулись в направлении Орлянки.

### 9 октября
ВСУ продолжили продвижение от реки Оскол в Луганскую область, заняв Стельмаховку в 18 км от Сватова, а также, по официальным заявлениям, Надию, Андреевку и Новоегоровку.

### 11 октября
ВС РФ смогли приостановить наступление ВСУ на рубеже по левому берегу реки Жеребец. По данным российских военкоров, российские войска 10-11 октября провели локальную контратаку вблизи Кременной и отбили Терны, Торское, Новосадово, Макеевку и Невское. Терны, Торское, Макеевка и Невское все же возвращены под контроль украинских войск по результатам осенней кампании 2022 года.

## Потери
Conflict Intelligence Team оценила потери армии РФ в ходе контрнаступления Украины под Харьковом так:
- 102 танка
- 108 БМП
- 86 БТР
- 66 артиллерийских орудий

Значительная часть из этого досталась Украине как трофеи — при быстром отступлении войскам РФ приходилось бросать и рабочую технику. Потери техники РФ в ходе контрнаступления Украины под Харьковом, по некоторым оценкам, составляют около 9 % от всех российских потерь в ходе вторжения 2022 года.

## Захваченная российская техника
The Wall Street Journal, ссылаясь на данные аналитиков Oryx, сообщил, что российская армия стала главным «поставщиком» тяжёлого вооружения для ВСУ, так по состоянию на 6 октября украинские военные захватили 460 российских основных боевых танков, 92 самоходных гаубицы, 448 боевых машин пехоты, 195 бронированных боевых машин и 44 реактивных системы залпового огня, кроме того были захвачены склады с боеприпасами. Отмечается, что реальное количество захваченной Украиной российской техники может быть ещё больше.

### Изюм
Военный историк и публицист Михаил Жирохов в интервью BBC указал, что район Изюма являлся тыловым для частей российской 35-й общевойсковой армии, из-за чего здесь были размещены более технологично сложные образцы техники, чем ранее удавалось захватывать украинским войскам.
Десять танков и другая бронетехника были обнаружены брошенными в одном месте. Военный обозреватель Кирилл Данильченко утверждает, что найденные украинскими войсками танки — Т-80БВ 4-й танковой дивизии, которая считалась одним из элитных российских подразделений. Данильченко отметил, что причина, по которой россияне бросили танки, неизвестна.

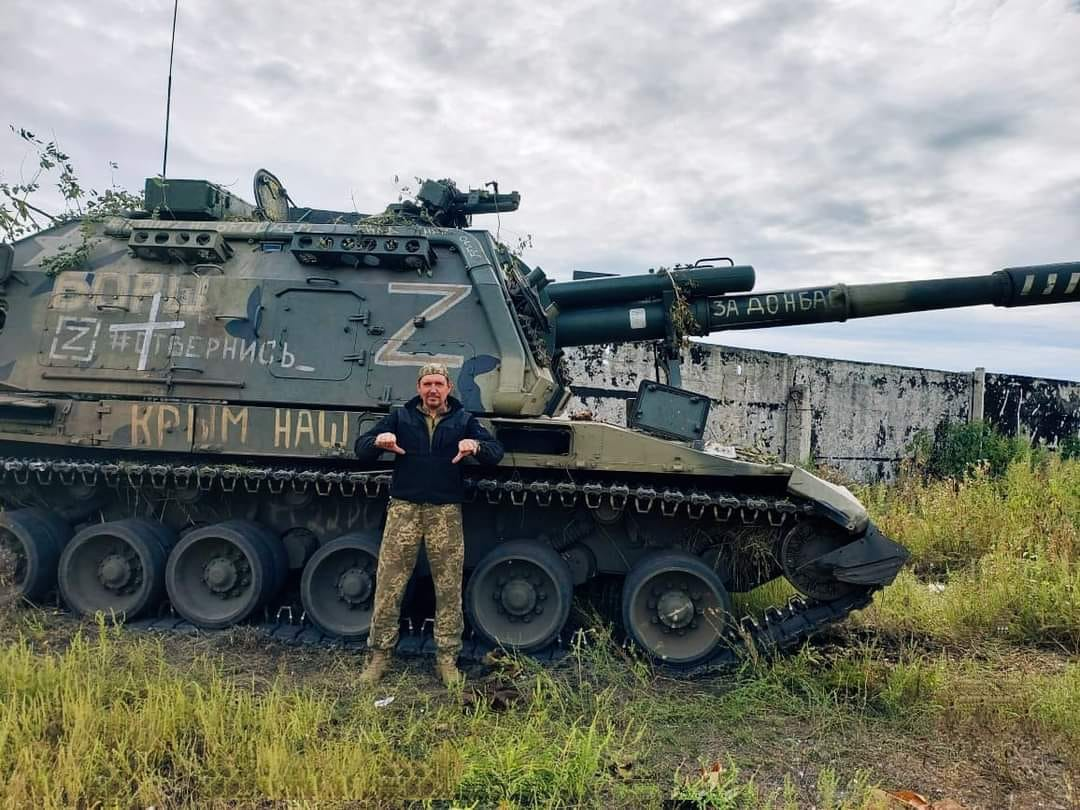
Захваченная самоходная гаубица «Мста»

По данным военного аналитика Себастьяна Роблина, в результате российского отступления украинским войскам удалось захватить десятки машин БМП и модернизированных танков Т-72Б3 и Т-80БВМ, несколько самоходных гаубиц 2С3 и 2С19 «Мста», буксируемые 100-мм орудия МТ-12 и КС-19, реактивную систему залпового огня БМ21 «Град», бронетранспортёры БТР-82 и МТ-ЛБ, и установки ПВО малой дальности «Тор-М1», «Оса», «Шилка» и «Тунгуска». Также, согласно ББС, были захвачены радиолокационная станция 1Л261 из состава контрбатарейного комплекса «Зоопарк-1М» и противотанковые мины ПТКМ-1Р.
В руки ВСУ также попал почти невредимый (без одной гусеницы) образец Т-90М в КССЗ «Накидка».
Согласно информации блогера Павла Кащука, вместе с заводской документацией был захвачен полный комплект российских беспилотников «Орлан-10», принадлежавший 15-й бригаде армейской авиации Воздушных-космических сил России. «Би-би-си» отметило, что информацию из захваченной документации Украина получила впервые с 2014 года, и она будет использована украинскими подразделениями радиоэлектронной борьбы и радиоэлектронной разведки.
Управление стратегических коммуникаций Украины сообщило о захвате переносной станции наземной разведки «Кредо-М1», являющейся новейшим российским комплексом корректировки наведения артиллерии. По мнению «Би-би-си», это может быть первым случаем захвата этого комплекса.

## Оценки
Военные эксперты и аналитики отмечают, что заявления Минобороны РФ о перегруппировке и выводе войск не выдерживают никакой критики, так как российские войска оставили невероятные запасы боеприпасов, снаряжения и боевых машин (стоимость брошенной техники оценивается в 700 миллионов долларов), которые были впоследствии захвачены украинской армией, а отступившим подразделениям понадобится некоторое время для восстановления боеготовности. При этом некоторые аналитики охарактеризовали российское отступление как худшее поражение российских войск после отступления от Киева в марте. Военный эксперт Себастьян Роблин отметил, что стремительное отступление россиян позволило хотя бы избежать окружения и полного разгрома крупной российской группировки украинскими войсками.
10 сентября представители Министерства обороны Великобритании предположили, что российская армия практически не обороняла большую часть отвоёванных Украиной территорий.
Американский Институт по изучению войны (ISW) отметил, что быстрые темпы украинского контрнаступления нарушают давно удерживаемые российской армией линии наземного сообщения, которые используются для поддержки российской армии в северной части Луганской области. ISW считает, что это приведёт к серьёзному затруднению ведения Россией операций. По состоянию на 11 сентября ISW отметил, что западное вооружение было необходимым для успеха Украины, но недостаточным, а решающую роль в молниеносном успехе сыграли умелое планирование и исполнение кампании. ISW утверждает, что долгая подготовка и объявление контрнаступления в Херсонской области запутали россиян, что привело к отвлечению внимания российской армии с Харьковской области, где украинская армия впоследствии нанесла удар. ISW считает, что освобождением Изюма, оккупированного в начале апреля, была разрушена перспектива России на захват Донецкой области.
«Би-Би-Си» со ссылкой на военного эксперта сообщила, что украинское контрнаступление знаменует собой первый случай потери Россией целых подразделений со времён Второй мировой войны.
Эксперты отмечают, что успехи украинской армии укрепляют украинскую позицию в рамках международных переговоров о военной поддержке и санкционной политике, доказывая, что Украина способна вернуть свои территории, включая Крым.
Британский историк и военный эксперт Крис Оуэн считает, что провалу российской оборонной стратегии на востоке от Харькова поспособствовала культура ложной отчётности: офицерский состав лгал своему начальству о состоянии подразделений, а те, в свою очередь — своему вышестоящему руководству. По мере продвижения по служебной цепочке эффект ложных сообщений усугублялся, в результате чего командные решения принимались на основе явно ложной информации. Аналитик CIT Кирилл Михайлов заявил, что нижестоящее руководство не было заинтересовано в донесении невыгодной информации, так как за донесение плохих новостей ответственен тот, кто их передал. При этом украинский аналитик Константин Машовец говорил, что российское командование пыталось что-то сделать, а именно — проводило наступательные действия на юге от Балаклеи, в направлении Гусаровки, видимо, пытаясь купировать украинское наступление, считая, видимо, что украинцы пойдут на Балаклею с юга, но просчитались — атака пришла с севера. По его мнению, нельзя сказать, что российское командование совсем ничего не предпринимало: скорее всего, во-первых, оно ошиблось с направлением главного удара, во-вторых, не отдавало отчёт в тотальной неготовности собственных сил к отражению наступления, и, возможно, недооценило масштабы и количество задействованных украинских сил.
По оценке отставного командующего силами НАТО в Европе Джеймса Ставридиса, на тактическом уровне российские войска имеют возможность отступить на оборонительные позиции, консолидировать силы и защитить территории в Донбассе и сухопутный путь в Крым. Он отметил, что при переходе от атаки к обороне позиция России усилится, так как обычно для атаки требуется в три раза больше сил. На оперативном уровне, по мнению эксперта, украинские войска продемонстрировали способность оперировать сразу на нескольких направлениях, а также отличное ведение общевойсковых операций — всё то, в чём российская армия преуспеть не смогла. Ставридис указал, что нынешние успехи пока ещё не привели к переломному моменту в войне.
14 сентября военные эксперты дали интервью «Би-би-си». Матье Булег, эксперт по евразийской безопасности и международным конфликтам, научный сотрудник британского аналитического центра Chatham House, сказал, что на этой стадии преждевременно определённо говорить о том, «приобретут ли украинские наступления и контрнаступления форму военной инициативы или, наоборот, будут стагнировать». По его словам, нельзя судить о результатах контрнаступления такого масштаба по первым дням. Необходимы недели, чтобы обрести такой массив данных, по которому можно было бы судить о том, как далеко может продвинуться Украина и каков уровень сопротивления российских войск. В то же время израильский военный эксперт Давид Гендельман считает, что украинские войска взяли инициативу ещё с началом контрнаступления на Херсон в конце августа.
29 сентября Владимир Зеленский подписал указ о награждении 320 участников боевых действий за храбрые и результативные действия при освобождении из-под оккупации районов Харьковской области. Государственными наградами отмечены: 71 боец Национальной гвардии, 21 работник Государственной службы по чрезвычайным ситуациям, 52 пограничника.
Журналисты Washington Post утверждают, что у них есть свидетельства атаки украинских дронов на базу российских беспилотников в Белгородской области, которая произошла незадолго до начала наступления и обеспечила Украине важное преимущество.